# أجدير لعزيب (أولاد امغار)
أجدير لعزيب هو دُوَّار يقع بجماعة أولاد أمغار، إقليم الدريوش، جهة الشرق في المملكة المغربية. ينتمي الدوّار لمشيخة أولاد امغار التي تضم 14 دوار. يقدر عدد سكانه بـ 242 نسمة حسب الإحصاء الرسمي للسكان والسكنى لسنة 2004.

## وصلات خارجية
- البوابة الوطنية للجماعات الترابية
- المندوبية السامية للتخطيط